# Андрейцев, Иван Фёдорович
Ива́н Фёдорович Андре́йцев (1912—1985) — командир пулемётного отделения 472-го стрелкового полка (100-я стрелковая дивизия, 60-я армия, 1-й Украинский фронт), младший сержант. Полный кавалер ордена Славы.

## Биография
Иван Фёдорович Андрейцев родился в крестьянской семье в селе Великая Слободка Подольской губернии (в настоящее время Каменец-Подольский район Хмельницкой области). Окончил 4 класса школы, работал ездовым в колхозе. В 1934 году был призван в Красную Армию, в 1937 году демобилизован, вернулся на родину.
С началом Великой Отечественной войны вновь был призван в армию и направлен на фронт. Воевал в Молдавии, но под городом Сокиряны попал в плен. Как местный житель был отпущен домой. После освобождения села в марте 1944 года вновь был призван в Красную Армию и направлен в 479-й стрелковый полк 100-й стрелковой дивизии наводчиком противотанкового ружья.
16 июля 1944 года в бою за город Зборов Тернопольской области подбил лёгкий немецкий танк, был легко ранен, но поля боя не покинул. Приказом по дивизии от 16 июля был награждён орденом Славы 3-й степени. После выздоровления вновь вернулся в полк.
26 января 1945 года уничтожил пулемётную точку и захватил в плен двух солдат противника. 5 февраля 1945 года приказом по 1-му Украинскому фронту награждён медалью «За отвагу».
В составе полка Андрейцев освобождал Польшу, форсировал Одер. 27 марта 1945 года в боях за город Рыбник он уничтожил пулемётным огнём 5 солдат противника, а 28 марта в бою за населённый пункт уничтожил 4 солдат и взял в плен 2 солдат и 3 офицеров противника. 11 апреля приказом по дивизии он был повторно награждён орденом Славы 3-й степени. Впоследствии Президиум Верховного Совета СССР 30 декабря 1976 года произвёл перенаграждение на орден 1-й степени.
В апреле 1945 года 60-я армия в составе 4-го Украинского фронта вела бои за освобождение Чехословакии.
22 апреля в бою за город Троппау (Опава) Андрейцев уничтожил вражескую пулемётную точку и обеспечил наступление своей роты. 5 мая выбил группу солдат противника с железнодорожной станции и захватил в плен двоих солдат с фаустпатронами. 2 июня был награждён орденом Славы 2-й степени.
В 1945 году вернулся в родное село, работал ездовым в колхозе, после рабочим в строительной бригаде.
В 1985 году в порядке массового награждения ветеранов войны был награждён орденом Отечественной войны 1-й степени.
Скончался 24 декабря 1985 года.